# Кудашево (Бугульминский район)
Куда́шево (тат. Кодаш) — село в Бугульминском районе Татарстана, административный центр Кудашевского сельского поселения.

## География
Расположено на реке Кудаш, в 35 км к северо-западу от города Бугульмы.

## История
Известно с 1747 года.
До 1860-х годов жители в сословном отношении делились на башкир-вотчинников, тептярей и государственных крестьян. Основные занятия жителей в этот период — земледелие и скотоводство.
В 1762 году в Кидашеве при реке Зай 36 душ ясачных татар, затем ставших тептярями, «проживают (к 1840 г.) по припуску жителей более 140 лет, без актов». В 1816 году учтены 10 башкир, 242 тептяря, 38 ясачных татар и 37 служилых татар. В 1834 году в Кидашеве в составе 2-й юрты 12-го башкирского кантона 28 башкир, в Кудашеве 141 душа тептярей мужского пола.
Башкиры села являлись представителями рода юрми.
В «Списке населённых мест Российской империи», изданном в 1864 году по сведениям 1859 года, населённый пункт упомянут как казённая и башкирская деревня Новый Карабаш (Кудашева) 1-го стана Бугульминского уезда Самарской губернии. Располагалась по правую сторону Казанского почтового тракта из Бугульмы в город Чистое Поле, при речке Ямашке, в 28 верстах от уездного города Бугульмы и в 26 верстах от становой квартиры в казённой и башкирской деревне Альметева (Альметь-муллина). В деревне, в 65 дворах проживали 770 человек (372 мужчины и 398 женщин), была мечеть.
В 1900—1901 годах были учтены 716 тептярей, 596 татар и 99 башкир.
В начале XX века в селе действовали 3 мечети,3 водяные мельницы. В этот период земельный надел сельской общины составлял 2117 десятин.
До 1920 года село входило в Микулинскую волость Бугульминского уезда Самарской губернии. С 1920 года в составе Бугульминского кантона ТАССР. С 10.08.1930 в Альметьевском, с 10.02.1935 в Ново-Письмянском, с 18.08.1955 в Лениногорском, с 26.03.1959 в Бугульминском районах.
В 1929 году в селе совместно с деревней Кзыл-Чишма был организован колхоз «Кызыл Куак» (первый председатель — Миннеханов). В 1959 году он был переименован в колхоз им. М. Джалиля, с 1991 года — агроцех № 2 им. М. Джалиля НГДУ «Иркеннефть», с 1997 года — ООО им. М. Джалиля ОАО «Татнефть».

## Население
| 1859 | 1889 | 1897 | 1908 | 1920 | 1926 | 1938 | 1949 | 1958 | 1970 | 1979 | 1989 | 2002 | 2010 | 2015 |
| ---- | ---- | ---- | ---- | ---- | ---- | ---- | ---- | ---- | ---- | ---- | ---- | ---- | ---- | ---- |
| 770  | 823  | 1317 | 1378 | 1666 | 1544 | 1161 | 1043 | 1028 | 920  | 672  | 538  | 842  | 744  | 762  |

Национальный состав села — татары.

## Экономика
Жители занимаются полеводством, молочным скотоводством, овцеводством.

## Инфраструктура
В селе действуют неполная средняя школа (с 1924 г. как начальная), дом культуры с библиотекой (с 1940 г.), детский сад (с 1977 г.), фельдшерско-акушерский пункт (с 1958 г.).

## Религия
Мечеть «Миргазиян» (с 1996 г.).

## Известные люди
- Я. Т. Газизов (р. 1936) — кандидат экономических наук, профессор, заслуженный экономист РТ.
- М. Г. Галиев (1911-?) — председатель колхоза «Кызыл Куак», руководил им во время ВОВ, кавалер ордена Ленина, его именем названа одна из улиц села.
- А. М. Галлямов (р. 1921) — полковник, почётный гражданин г. Бугульма.